# Кузьминовский пруд
Кузьминовский пруд находится в Ишимбайском районе недалеко от деревни Малобаиково, ранее территориально находилось в городе Ишимбае. Доступен с дороги регионального значения 80Н-025 и от 80Н-307 (через Малобаиково). Образован запружением единственного притока реки Тимерли.
Один из местных центров отдыха (есть база отдыха)
Проводятся соревнования по рыболовному спорту.
В Праздник Крещения Господня на пруду проходит священнодействие освящения иордани (Крещенской купели) (в 2013 году — единственное место в Ишимбае и Ишимбайском районе, где официально было допустимо)

## Флора
Альгоценоз Кузьминовского пруда стал предметом изучения Елены Анатольевны Захаровой, защитившая кандидатскую диссертацию по биологии.

## Происшествия
12 июня 2012 года Айнур Галеев из деревни Малобаиково вместе со своим троюродным братом Ильшатом Мухаметшиным спас жизнь двум малышам, купавшиеся на Кузьминовском пруду, и их отца